# Vitalij Abramov
Vitalij Igorevitj Abramov, ryska: Вита́лий И́горевич Абра́мов, född 8 maj 1998, är en rysk professionell ishockeyforward som är kontrakterad till Ottawa Senators i National Hockey League (NHL) och spelar för Belleville Senators i American Hockey League (AHL). Han har tidigare spelat för Cleveland Monsters i AHL och Olympiques de Gatineau och Tigres de Victoriaville i Ligue de hockey junior majeur du Québec (LHJMQ).
Abramov draftades av Columbus Blue Jackets i tredje rundan i 2016 års draft som 65:e spelare totalt.

## Statistik
| 2014–2015    | Belye Medvedi           | MHL          | 36  | 8   | 13  | 21  | 8   | —  | —  | —  | —  | —  |
| 2015–2016    | Olympiques de Gatineau  | LHJMQ        | 38  | 55  | 93  | 36  | 10  | 7  | 6  | 13 | 8  |    |
| 2016–2017    | Olympiques de Gatineau  | LHJMQ        | 66  | 46  | 58  | 104 | 76  | 7  | 1  | 6  | 7  | 12 |
|              | Cleveland Monsters      | AHL          | 4   | 1   | 3   | 4   | 2   | —  | —  | —  | —  | —  |
| 2017–2018    | Olympiques de Gatineau  | LHJMQ        | 16  | 12  | 14  | 26  | 21  | —  | —  | —  | —  | —  |
|              | Tigres de Victoriaville | LHJMQ        | 40  | 33  | 45  | 78  | 46  | 13 | 9  | 7  | 16 | 21 |
| 2018–2019    | Ottawa Senators         | NHL          | 1   | 0   | 0   | 0   | 0   | —  | —  | —  | —  | —  |
|              | Cleveland Monsters      | AHL          | 52  | 12  | 10  | 22  | 28  | —  | —  | —  | —  | —  |
|              | Belleville Senators     | AHL          | 9   | 2   | 2   | 4   | 8   | —  | —  | —  | —  | —  |
| NHL totalt   | NHL totalt              | NHL totalt   | 1   | 0   | 0   | 0   | 0   | —  | —  | —  | —  | —  |
| AHL totalt   | AHL totalt              | AHL totalt   | 65  | 15  | 15  | 30  | 38  | —  | —  | —  | —  | —  |
| LHJMQ totalt | LHJMQ totalt            | LHJMQ totalt | 185 | 129 | 172 | 301 | 179 | 30 | 17 | 19 | 36 | 41 |

### Internationellt
| Källa: Uppdaterad: 2019-03-22 | Källa: Uppdaterad: 2019-03-22 | Källa: Uppdaterad: 2019-03-22 |         | Utv = Utvisningsminuter | Utv = Utvisningsminuter | Utv = Utvisningsminuter | Utv = Utvisningsminuter | Utv = Utvisningsminuter |
| År                            | Lag                           | Mästerskap                    | Matcher | Mål                     | Assists                 | Poäng                   | Utv                     |                         |
| ----------------------------- | ----------------------------- | ----------------------------- | ------- | ----------------------- | ----------------------- | ----------------------- | ----------------------- | ----------------------- |
| 2018                          | Ryssland                      | JVM                           | 5       | 1                       | 0                       | 1                       | 4                       |                         |
| Junior totalt                 | Junior totalt                 | Junior totalt                 | 5       | 1                       | 0                       | 1                       | 4                       |                         |